# تشاه تشمان (كوه بنج)
تشاه تشمان (بالفارسية: چاه چمان) هي قرية تقع في إيران في البلدة المركزية.